# Alamada
Alamada is een gemeente in de Filipijnse provincie Cotabato op het eiland Mindanao. Bij de laatste census in 2007 had de gemeente ruim 52 duizend inwoners.

## Geografie

### Bestuurlijke indeling
Alamada is onderverdeeld in de volgende 17 barangays:
| - Bao - Barangiran - Camansi - Dado - Guiling - Kitacubong - Lower Dado - Macabasa - Malitubog | - Mapurok - Mirasol - Pacao - Paruayan - Pigcawaran - Polayagan - Rangayen - Raradangan |

## Demografie
Alamada had bij de census van 2007 een inwoneraantal van 52.165 mensen. Dit zijn 7.862 mensen (17,7%) meer dan bij de vorige census van 2000. De gemiddelde jaarlijkse groei komt daarmee uit op 2,28%, hetgeen hoger is dan het landelijk jaarlijks gemiddelde over deze periode (2,04%). Vergeleken met de census van 1995 is het aantal mensen met 13.216 (33,9%) toegenomen.

De bevolkingsdichtheid van Alamada was ten tijde van de laatste census, met 52.165 inwoners op 787,5 km², 49,5 mensen per km².